# Gåvans tyranni
Gåvans tyranni är ett etiskt-medicinskt begrepp som avser den känsla av tacksamhetsskuld som gåvometaforen kan ge upphov till hos mottagaren efter en organdonation. Begreppet "tyranny of the gift" myntades av de amerikanska sociologerna Renée C. Fox och Judith P. Swazey i boken Spare Parts: Organ Replacement in American Society (1992).
Maurice Godelier skrev 1999 mer generellt om hur en gåva kan etablera eller stabilisera ett hierarkiskt förhållande samt öka det sociala avståndet mellan givare och mottagare av en gåva.
Mottagaren kan uppleva att gåvan inte går att återgälda eller att det förväntas något i gengäld. Att givaren utmålas som hjälte kan leda till prestationsångest hos denne.
Vissa forskare menar att istället för att tala om en organdonation som en gåva kan det vara mer fruktbart att tala om den som en uppoffring eller som ett delande.
Att gåvan har ett värde, inte är neutral och är kopplad till förväntningar kallas för "gåvans symmetri". Att utbyta gåvor av motsvarande värde (till exempel pengar) befäster relationen och uppräthåller dess symmetri.